# پراگ ۱۶
پراگ ۱۶ (به لاتین: Prague 16) یک منطقهٔ مسکونی در جمهوری چک است که در پراگ ۵ واقع شده‌است. پراگ ۱۶ ۹٫۳۱ کیلومتر مربع مساحت و ۸٬۲۰۱ نفر جمعیت دارد.